# Karl Böddeker
Karl Böddeker (* 13. August 1846 in Lippstadt; † 9. Oktober 1924; vollständiger Name Karl Peter Friedrich Böddeker) war ein deutscher Schuldirektor, Anglist, Romanist und Schulbuchautor. Er wirkte von 1873 bis zu seinem Tode in der pommerschen Provinzhauptstadt Stettin.

## Leben
Böddeker besuchte das Gymnasium in Burgsteinfurt und studierte anschließend von 1866 bis 1869 an der Friedrich-Wilhelms-Universität zu Berlin und an der Universität Greifswald. Nach weiterer Ausbildung zum Gymnasiallehrer, einem halbjährigen Auslandsaufenthalt in England und einer kurzen Station in Prenzlau ging Böddeker 1873 nach Stettin an das Schiller-Realgymnasium. Stettin blieb seine Wirkungsstätte für 50 Jahre bis zu seinem Tode.
Ab 1877 war Böddeker nebenamtlich in der Prüfungskommission für Lehrerinnen und Schulvorsteherinnen tätig. Seine Tätigkeit in der Lehrerbildung setzte er in der Lehrer-Fortbildungsanstalt und als Mitglied der Kommission für die Mittelschullehrer-Prüfung fort.
1898 wechselte Böddeker als Direktor an die Kaiserin-Auguste-Viktoria-Schule, die älteste Stettiner Mädchenschule, zu der ein Oberlyzeum und ein Lehrerinnenseminar gehörten. Böddeker förderte den Fremdsprachenunterricht in Englisch und Französisch, indem er – bis zum Ausbruch des Ersten Weltkriegs – einen Austausch mit Lehrerinnen aus England und Frankreich organisierte. 1911 wurden Lyzeum und Studienanstalt getrennt, Böddeker wurde Leiter der Studienanstalt und konnte hier 1915 die ersten Schülerinnen zum Abitur führen. 1916 trat Böddeker aus Altersgründen in den Ruhestand. Er starb 1924.

## Schriften (Auswahl)

### Wissenschaftliche Schriften
- Ueber die formelle und begriffliche Entwickelung der französischen Präpositionen od; avec; avant, devant; hors, dehors. Braunschweig 1870. (Dissertation)
- Altenglische Dichtungen des Ms. Harl. 2253. Mit Grammatik und Glossar. Weidmann, Berlin 1878. Nachdruck: Rodopi, Amsterdam 1969 und Hansebooks, Norderstedt 2016, ISBN 978-3743484177.

### Schulbücher
- Das Verbum im französischen Unterricht. Ein Hilfsbuch neben jeder Grammatik zu gebrauchen. Renger, Leipzig 1916.
- Die wichtigsten Erscheinungen der Französischen Grammatik. Ein Lehrbuch. Renger, Leipzig 1916.